# Enz (district)
Districtul Enz este un Kreis în landul Baden-Württemberg, Germania.